# Andrew Hernandez
Andrew Albert Hernández (Gibraltar; 10 de enero de 1999), también conocido como Pishu, es un futbolista gibraltareño que juega como centrocampista en los Lions Gibraltar y en la selección de fútbol de Gibraltar.

## Carrera en el club
Andrew "Pishu" Hernández comenzó su carrera en las filas del Cádiz CF español y regresó a Gibraltar para jugar en el Manchester 62. En las categorías inferiores de los Red Devils estuvo a prueba en el Chesterfield inglés en un movimiento orquestado por el también gibraltareño Europa Point.
Después de comenzar su carrera senior en el Gibraltar United en 2016 junto a su hermano, se unió al Lincoln Red Imps en julio de 2018. Sin embargo, le costó hacerse un hueco en el equipo, disputando solo 3 partidos de liga, y se incorporó a su rival, el St Joseph's, el 2 de enero de 2019. Debutó con los Saints contra su antiguo club al día siguiente, saliendo desde el banquillo en la victoria por 3-1. Pishu marcó sus dos primeros goles con el club el 6 de febrero de 2019, anotando dos goles antes de salir lesionado en la victoria por 12-0 en la Rock Cup contra el Hound Dogs.

## Trayectoria internacional
Pishu saltó a los titulares internacionales por primera vez en abril de 2015, cuando jugaba con la selección sub-16 de Gibraltar en un Torneo de Desarrollo de la UEFA contra Macedonia. Tras marcar lo que creían que era el gol de la victoria, Macedonia fue sorprendida celebrando dentro de su propio campo mientras Gibraltar reanudaba el partido. Hernández marcó el polémico gol decisivo a puerta vacía, ganando el torneo por diferencia de goles.
Tras jugar con Gibraltar en varias categorías de edad, desde la sub-17 hasta la sub-21 (siendo el poseedor del récord de internacionalidades con la sub-17 y la sub-19 en febrero de 2019), Hernández debutó con la Selección de fútbol nacional de Gibraltar el 13 de octubre de 2018, siendo titular en el partido de la UEFA Nations League D 2018-19 contra Armenia antes de salir en el minuto 85 por Ethan Britto. El partido terminó con victoria visitante de Gibraltar por 1-0, su primera victoria en competición. En el partido de noviembre contra Macedonia a domicilio, impresionó al público local con su habilidad para el regate.

## Vida privada
El hermano mayor, Anthony Hernandez, también es futbolista y juega en el FCB Magpies y en la selección nacional de Gibraltar.

## Estadísticas de carrera
A partir del 27 de marzo de 2021
| Gibraltar | Gibraltar    | Gibraltar |
| Año       | Aplicaciones | Goles     |
| --------- | ------------ | --------- |
| 2018      | 4            | 0         |
| 2019      | 6            | 0         |
| 2021      | 1            | 0         |
| Total     | 11           | 0         |